# نورمن پارک
نورمن پارک (انگلیسی: Norman Parke؛ زادهٔ ۲۲ دسامبر ۱۹۸۶) ورزشکار هنرهای رزمی ترکیبی و جودوکار اهل بریتانیا است. وی از سال ۲۰۰۶ میلادی تاکنون مشغول فعالیت بوده‌است.